# Capa de sessió
La capa de sessió és el cinquè nivell del model de capes OSI. Respon a peticions de servei de la capa de presentació i obté els serveis de la capa de transport.
Aquesta capa ofereix diversos serveis que són crucials per a la comunicació, com són:
1. Control de la sessió a establir entre l'emissor i el receptor (establiment, utilització i alliberament).
2. Control de la concurrència (que dues comunicacions a la mateixa operació crítica no s'efectuïn alhora).
3. Mantenir punts de verificació (checkpoints), que serveixen perquè, davant d'una interrupció de la transmissió per qualsevol causa, aquesta es pugui reprendre des de l'últim punt de verificació en comptes de repetir-la des del principi.

A diferència del que ocorre amb els protocols d'aplicació del conjunt TCP/IP, que interaccionen directament amb els protocols de la capa de transport (UDP i TCP), en el model de referència OSI ho fan a través de les entitats de protocol associades a dues capes intermèdies: sessió i presentació.
Les primitives que se li proporcionen a la capa de presentació, per a l'establiment, utilització i alliberament de sessions, són molt semblants a les proporcionades per la capa de transport a la capa de sessió. En molts casos, l'entitat de sessió es limita a invocar la primitiva de transport equivalent, com a resposta a una petició de primitiva de sessió. De totes maneres, i malgrat aquestes similituds, existeixen importants diferències entre l'intercanvi de dades de sessió i l'intercanvi de dades de transport. Per exemple, les connexions de transport produeixen un alliberament brusc i poden portar com a resultat la pèrdua de les dades encra en trànsit. Les sessions en canvi, s'acaben amb un alliberament ordenat en el qual les dades no s'arriben a perdre.
En conclusió, aquesta capa és la que s'encarrega de mantenir l'enllaç entre els dos computadors transmetent dades.

## Exemples
- ADSP, AppleTalk Data Stream Protocol
- ASP, AppleTalk Session Protocol
- H.245, Call Control Protocol for Multimedia Communication
- iSNS, Internet Storage Name Service
- L2F, Layer 2 Forwarding Protocol
- L2TP, Layer 2 Tunneling Protocol
- NetBIOS, Network Basic Input Output System
- PAP, Printer Access Protocol
- PPTP, Point-to-Point Tunneling Protocol
- RPC, Remote Procedure Call Protocol
- RTP, Real Time Protocol
- RTCP, Real-time Transport Control Protocol
- SMPP, Short Message Peer-to-Peer
- SCP, Secure Copy Protocol
- SSH, Secure Shell
- ZIP, Zone Information Protocol